# Air Guilin
Air Guilin ist eine chinesische Fluggesellschaft mit Sitz in Guilin.

## Geschichte
Air Guilin wurde 2013 als Guangxi Airlines gegründet. Im Jahr 2014 wurde sie zunächst in Guilin Airlines umbenannt, 2015 schließlich in ihren jetzigen Namen Air Guilin. Der erste Flug fand am 25. Juni 2016 statt.
Aufgrund eines seit 2021 andauernden Streits zwischen den beiden Eigentümern, der Stadt Guilin und der HNA Group, stellte Air Guilin den Flugbetrieb am 3. November 2023 bis auf weiteres ein.

## Flugziele
Die Fluggesellschaft flog chinesische Destinationen an.

## Flotte

### Aktuelle Flotte
Mit Stand November 2023 bestand die Flotte der Air Guilin aus zehn Flugzeugen mit einem Durchschnittsalter von 8,4 Jahren:
| Flugzeugtyp     | Anzahl | bestellt | Anmerkungen                             | Sitzplätze | Durchschnittsalter |
| --------------- | ------ | -------- | --------------------------------------- | ---------- | ------------------ |
| Airbus A319-100 | 02     |          | alle inaktiv                            | 138        | 14,8 Jahre         |
| Airbus A320-200 | 08     |          | alle inaktiv; mit Winglets ausgestattet | 180        | 6,8 Jahre          |
| Gesamt          | 10     | –        |                                         |            | 8,4 Jahre          |

### Aktuelle Sonderbemalungen
| Bemalung                                                   | Flugzeugtyp     | Luftfahrzeugkennzeichen | Zeitraum            | Bild |
| ---------------------------------------------------------- | --------------- | ----------------------- | ------------------- | --- |
| Guilin                                                     | Airbus A319-100 | B-6192                  | seit Mai 2016       | |
| Mao'er Spring                                              | Airbus A320-200 | B-1037                  | seit September 2018 | Bild gesucht Die Wikipedia wünscht sich an dieser Stelle ein Bild. Falls du dabei helfen möchtest, erklärt die Anleitung , wie das geht. |
| Guilin Rice Noodles                                        | Airbus A320-200 | B-1039                  | seit Oktober 2019   | |
| Two Rivers and Four Lakes: Elephant Trunk Hill Scenic Area | Airbus A320-200 | B-1040                  | seit April 2018     | |
| Longsheng Longji Terraced Fields                           | Airbus A320-200 | B-1060                  | seit September 2021 | |
| Monk Fruit                                                 | Airbus A320-200 | B-1061                  | seit September 2022 | Bild gesucht Die Wikipedia wünscht sich an dieser Stelle ein Bild. Falls du dabei helfen möchtest, erklärt die Anleitung , wie das geht. |